# Tom Seaver
George Thomas Seaver (ur. 17 listopada 1944 we Fresno, zm. 31 sierpnia 2020 w Calistoga) – amerykański baseballista, który występował na pozycji miotacza przez 20 sezonów w Major League Baseball. Był członkiem mistrzowskiego zespołu z 1969, któremu nadano przydomek Miracle Mets.
Seaver studiował na University of Southern California, gdzie w latach 1965–1966 grał w drużynie uniwersyteckiej USC Trojans. W kwietniu 1966 podpisał kontrakt jako wolny agent z New York Mets, w którym zadebiutował 13 kwietnia 1967 w meczu przeciwko Pittsburgh Pirates. W tym samym sezonie wystąpił po raz pierwszy w All-Star Game, w którym zaliczył save’a i został pierwszym zawodnikiem w historii klubu, który otrzymał nagrodę NL Rookie of the Year Award.
W 1969 miał najwięcej zwycięstw w lidze (25, w 1975 i 1981 również zwyciężał w tej klasyfikacji) i zagrał w dwóch meczach World Series, w których Mets pokonali Baltimore Orioles 4–1. W tym samym roku po raz pierwszy otrzymał nagrodę Cy Young Award, zaś w głosowaniu na najbardziej wartościowego zawodnika w National League zajął 2. miejsce za Williem McCoveyem z San Francisco Giants. W sezonach 1970, 1971 oraz 1973 miał najlepszy wskaźnik ERA (odpowiednio 2,82, 1,76 oraz 2,08).
W czerwcu 1977 w ramach wymiany zawodników przeszedł do Cincinnati Reds. 16 czerwca 1978 w spotkaniu z St. Louis Cardinals rozegrał no-hittera. 18 kwietnia 1981 w meczu przeciwko St. Louis Cardinals zaliczył 3000. strikeout w karierze jako piąty zawodnik w historii Major League Baseball. W 1983 ponownie grał w New York Mets. W styczniu 1984 jako wolny agent podpisał kontrakt z Chicago White Sox. Będąc zawodnikiem tego zespołu 4 sierpnia 1985 w spotkaniu z New York Yankees na Yankee Stadium zaliczył 300. zwycięstwo. W czerwcu 1986 w ramach wymiany zawodników przeszedł do Boston Red Sox. Po raz ostatni zagrał 19 września 1986.
W 1992 został wybrany do Galerii Sław Baseballu. W All-Star Game 2013 roku wykonał honorowy pierwszy rzut do Davida Wrighta z New York Mets, który otrzymał najwięcej głosów spośród trzeciobazowych.
Od 2002 prowadził winiarnię w Calistoga.
| Nagroda/wyróżnienie         | Lata                                                                   | Źródło |
| 12× All-Star                | 1967, 1968, 1969, 1970, 1971, 1972, 1973, 1975, 1976, 1977, 1978, 1981 | [ 4 ]  |
| Zwycięzca w World Series    | 1969                                                                   | [ 8 ]  |
| 3× NL Cy Young Award        | 1969, 1973, 1975                                                       | [ 9 ]  |
| NL Rookie of the Year Award | 1967                                                                   | [ 7 ]  |
| # 41 zastrzeżony przez Mets | 1988                                                                   | [ 17 ] |